# Mx-ledning

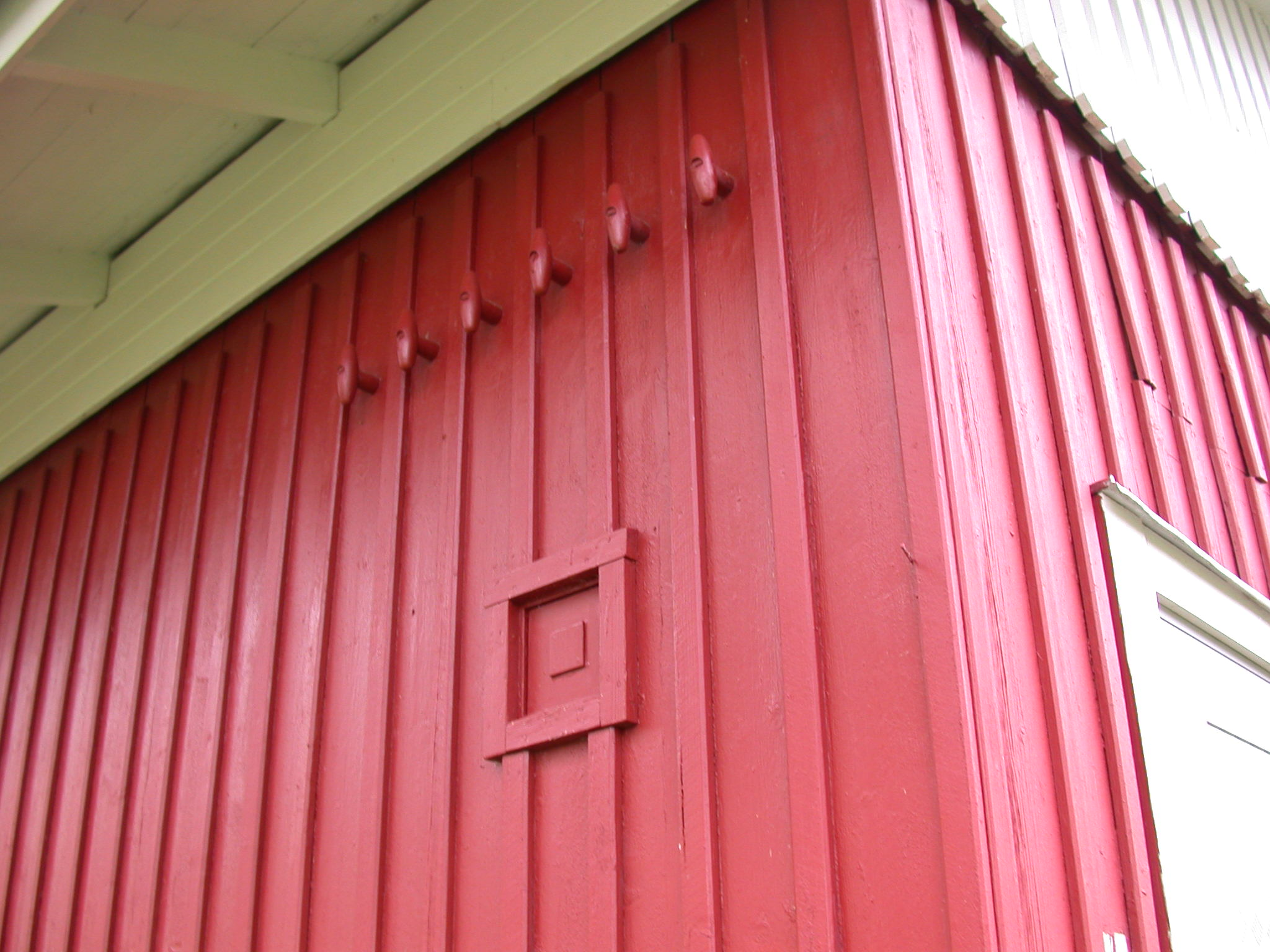
Kabelgenomföring med knap för militära telekablar

Mx-ledning, militärt exklusiv ledning, beteckning på teleledning enkom avsedd för militär telekommunikation. Mx-ledningar går mellan olika telestationer och är till för att militära förband snabbt skall kunna ansluta sig till det allmänna telenätet.